# Nick Catsburg
Nick Catsburg (ur. 15 lutego 1988 roku w Amersfoort) – holenderski kierowca wyścigowy.

## Kariera
Catsburg rozpoczął karierę w wyścigach samochodowych w 2004 roku od startów w Unipart Endurance Cup, gdzie jednak nie zdobywał punktów. W późniejszych latach pojawiał się także w stawce Dutch Winter Endurance Series, Formula Q 24 Horas de Barcelona, Shell Helix SEAT Cupra Cup, Formuły Ford Benelux, Formuły Ford 1800 Benelux, Festiwalu Formuły Ford, Północnoeuropejskiego Pucharu Formuły Renault 2.0, Dutch Touring Car Cup, Europejskiego Pucharu Formuły Renault 2.0, Tango Dutch GT4, Mégane Trophy Eurocup, HTC Dutch GT4, Trofeo Maserati Europe, Belcar Endurance Championship, FIA GT3 European Championship, FIA GT1 World Championship, Blancpain Endurance Series, VLN Endurance, FIA GT Series, European Le Mans Series, Blancpain Sprint Series, Championnat de France FFSA GT, 24h Nürburgring, Belgian Racing Car Championship, International GT Open, World Touring Car Championship, Pirelli World Challenge oraz FARA USA - Endurance Championship.
Do stawki World Touring Car Championship Holender dołączył podczas rosyjskiej rundy w sezonie 2015 jako kierowca fabrycznej ekipy Łady.